# Ellipteroides (Progonomyia) patruelis
Ellipteroides (Progonomyia) patruelis is een tweevleugelige uit de familie steltmuggen (Limoniidae). De soort komt voor in het Neotropisch gebied.